# Gheorghe Zamfir
Gheorghe Zamfir (Găești, Dâmboviţa, Romania, 6 d'abril de 1941) és un músic romanès, virtuós de la flauta de Pan (nai en romanès), especialment el "nai românesc" que ell mateix va perfeccionar. És considerat per molts el millor en la seva especialitat.

## Biografia

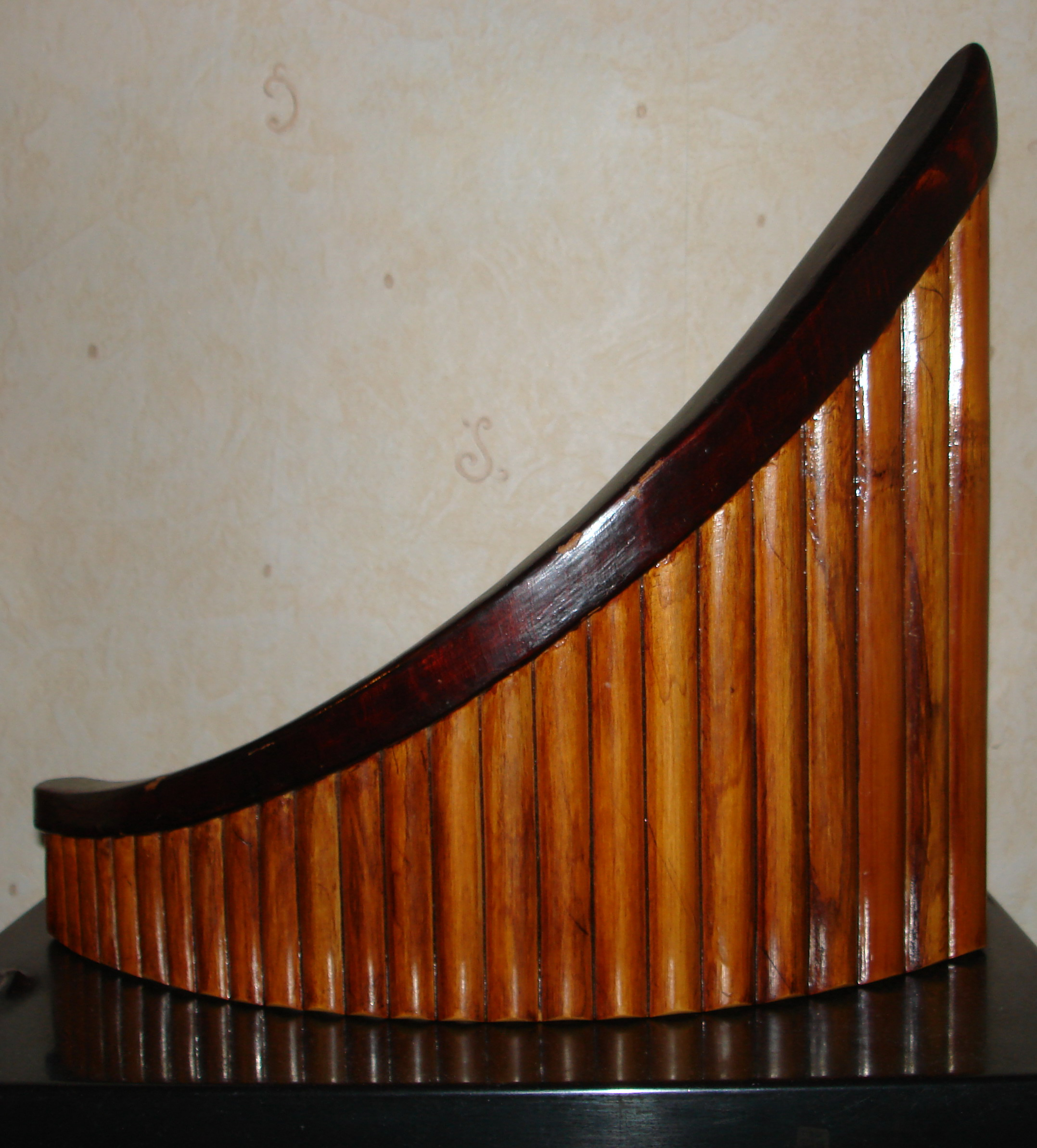
Flauta de pa romanesa (nai).

La seva vocació inicial era la d'acordionista, però als 14 anys va canviar a la flauta de Pan, els estudis de la qual va iniciar de forma autodidacta. Surt de l'anonimat gràcies a l'etnomusicòleg suís Marcel Cellier, qui feia recerques del folklore romanès en els anys 60. Zamfir ha popularitzat la flauta de Pan, convertint-la en instrument solista destacat. Gràcies a les seves habilitats musicals i artesanals, Zamfir va construir les flautes que tocava i va arribar a perfeccionar-les de manera que va agregar més tons a l'instrument bàsic (20, 25 i 30 canyes).
El 1966 va ser nomenat director de la Ciocîrlia Orchestra, un dels conjunts estatals més prestigiosos de Romania.
El 6 de juliol del 2012 va actuar en la cerimònia inaugural de la COP 11 (11a Reunió de les Parts) del Conveni de Ramsar, al Palau del Parlament a Bucarest.
Ha gravat més de 45 àlbums originals i ha guanyat uns 120 premis, entre discos d'or i de platí. Les seves vendes superen els 100 milions de còpies.

## Actuacions a Catalunya
El 24 de setembre del 2011 va actuar al Teatre Jardí de Figueres amb l'orquestra Fanfare Ciocarlia.

## Composicions
- The Lonely Shepherd
- Folksongs From Romania
- Only Love
- Lamentation of a Lonely Shepherd